# 파르보바이러스

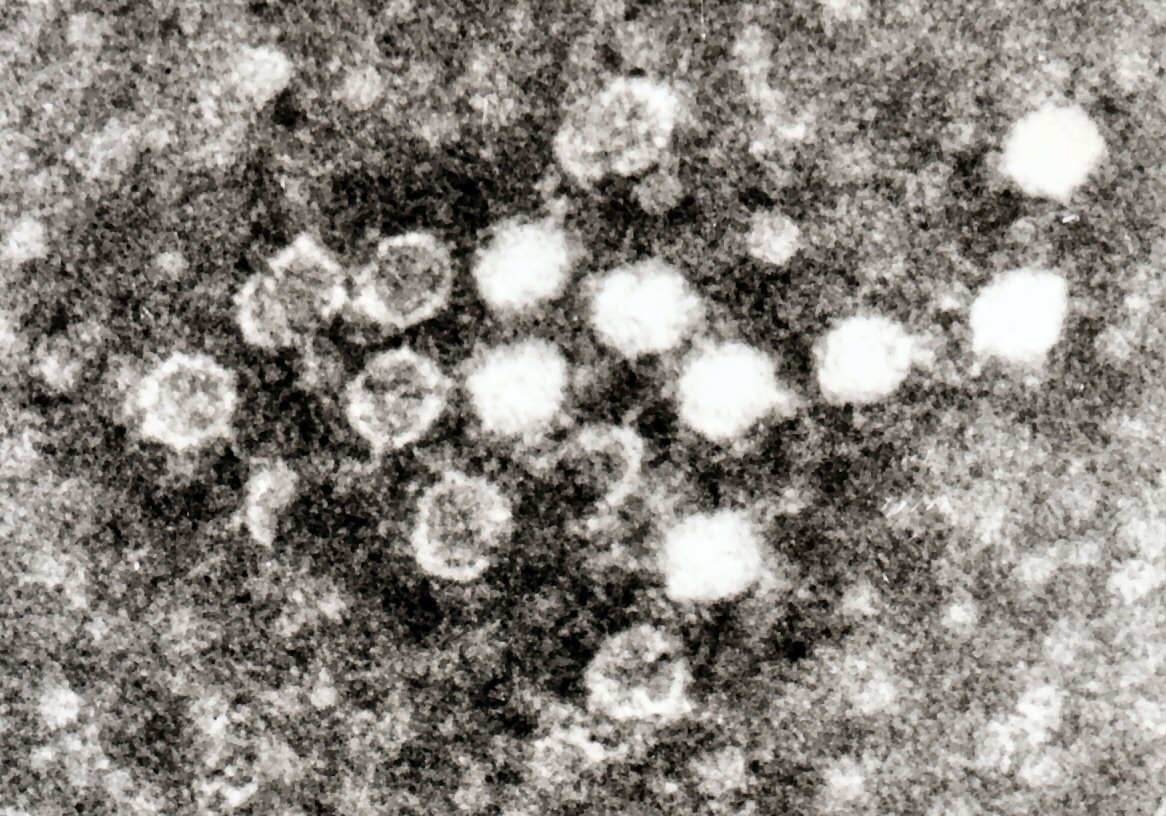

파르보바이러스(영어: parvovirus)는 사람을 포함한 여러 포유류에 감염하는 바이러스이다. 그 중 B19 바이러스가 사람에 감염하여 감염 홍반을 일으키며, 적혈구 생산 능력을 떨어뜨리므로 용혈성 빈혈 환자가 감염되면 빈혈이 악화된다.

## 돼지 파르보바이러스 감염증
돼지 파르보바이러스 감염증은 수의학에서 돼지가 파르보바이러스에 감염되어 발생하는 질병이다. 다자란 돼지나 새끼 돼지에게서는 아무런 증상이 나타나지 않으나, 임신한 돼지는 림프구 수가 감소하고, 사산이나 유산을 하게 된다.

## 같이 보기
- 파라인플루엔자